# Bonte knoopjeskorst
Bonte knoopjeskorst (Bacidia friesiana) is een korstmos uit de familie Ramalinaceae. Hij leeft in symbiose met een chlorococcoïde alg. Hij komt voor op bomen.

## Determinatie
De ascosporen zijn 3-7 septaat, naaldvormig, meestal gebogen of buigzaam, taps toelopend naar het onderste uiteinde en meten 30–55 µm. Het hypothecium is geheel kleurloos of licht. Het epithecium blijft groen in K.

## Verspreiding
In Nederland heeft bonte knoopjeskorst sinds de laatste vaststelling van de Nederlandse Rode Lijst de status verdwenen. Tussen 2000 en 2024 is hij echter inmiddels gevonden in 47 atlasblokken.